# اچ‌ام‌اس رورکوال (ان۷۴)
اچ‌ام‌اس رورکوال (ان۷۴) (به انگلیسی: HMS Rorqual (N74)) یک زیردریایی بود که طول آن ۲۹۳ فوت (۸۹ متر) بود. این زیردریایی در سال ۱۹۳۶ ساخته شد.